# 두예

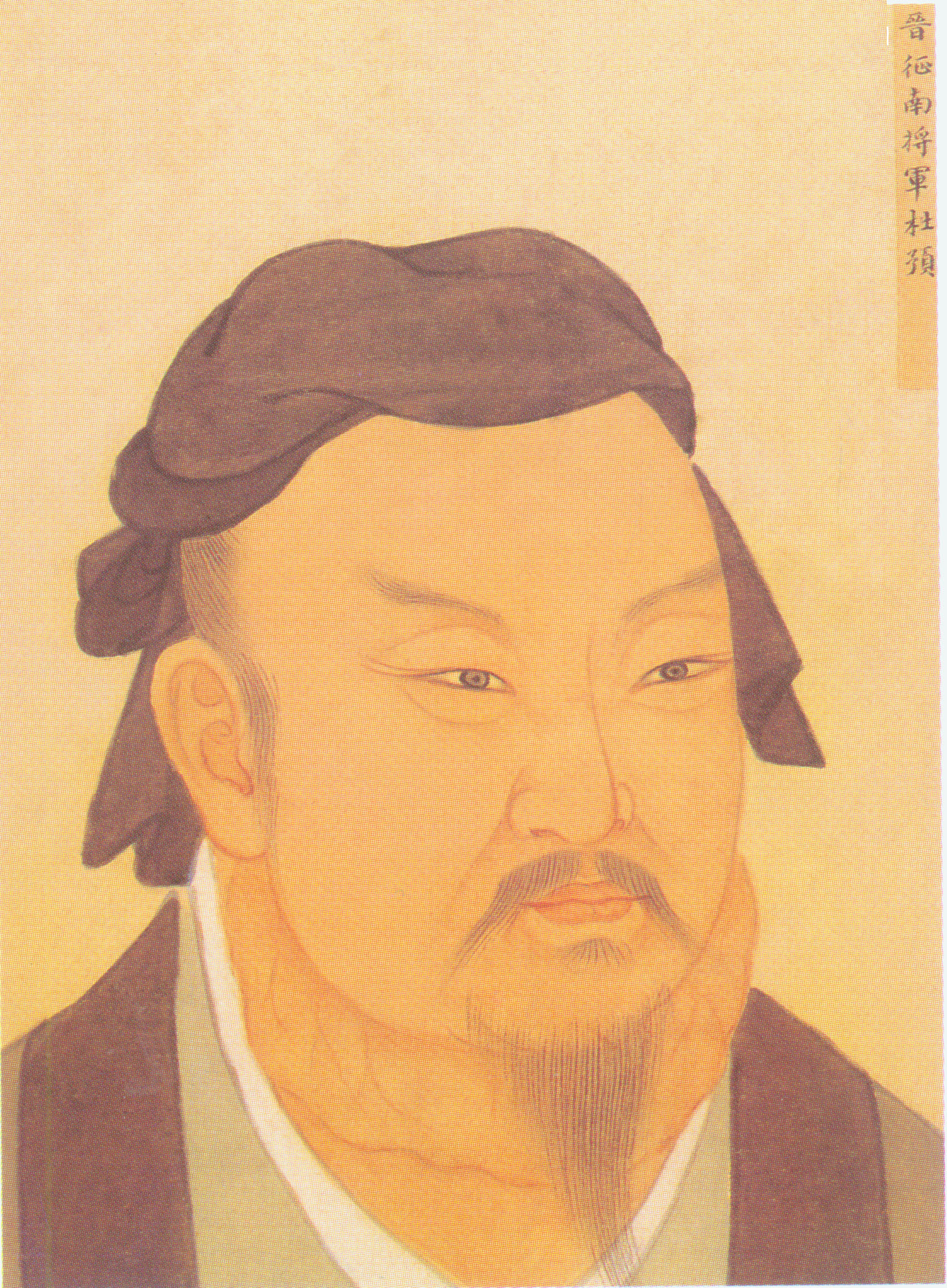

두예(杜預, 222년 ~ 285년)는 중국 삼국시대 조위, 서진의 정치가, 저술가로 자는 원개(元凱)이며 경조윤 두릉현(杜陵縣) 사람이다. 동오를 정벌하고 중국 재통일에 기여했다.
《춘추》의 문장을 《좌전》과 묶고 주석을 단 《춘추좌전집해》를 저술했고, 이에서 오늘날의 《춘추좌씨전》 형식이 만들어졌다.
전한의 어사대부 두연년의 11세손이며, 어사중승 두서의 아들이다. 사마의의 딸이자 사마소의 여동생인 고륙공주(高陸公主)와 결혼해 부마가 되었다. 

## 생애 전반기
두예의 아버지 두서는 사마의와 정치적으로 대립 관계에 있었기 때문에 죄천되어 장무군(章武郡)에 있다가 세상을 떠났다. 위나라는 사마씨 일가에게 장악되어 있었기 때문에 두예는 관직을 얻지 못하다가 사마소의 여동생과 결혼한 뒤에야 비로소 벼슬을 얻을 수 있었다.
진수(陳壽)가 쓴 《삼국지》 위서(魏書) 두서전(杜恕傳)에는 257년에 하동(河東) 사람 악상(樂詳)이 두기의 공적을 기리는 글을 위나라 조정에 올린 일을 계기삼아 두예를 풍락정후(豊樂亭侯)에 봉한 것으로만 기록하고 있다.
사마소가 대군을 일으켜 촉나라를 공격하여 끝내 멸망시켰는데, 이때 두예는 진서장군부(鎭西將軍府)의 장사(長史)였다. 당시 위나라의 진서장군은 종회(鍾會)였는데, 종회는 두예의 동료인 진서장군부 군사(軍司) 위관(衛瓘)과 더불어 사마소에게 등애(鄧艾)가 반란을 일으키려 한다고 모함하여 264년 등애 부자가 죽게 만들었다. 두예가 주변 사람들에게 위관의 이같은 행위를 비판하자, 위관은 두예에게 직접 와서 사과하였다.
진나라를 세운 사마염(司馬炎)은 268년 하남윤(河南尹) 자리에 있던 두예에게 관리들에게 적용할 출척고과법(黜陟考課法)을 만들라고 하였으나, 두예가 이에 반대하는 글을 올린 것이 받아들여져 시행되지 않았다.
270년 선비족의 독발수기능(禿髮樹機能)이 호열(胡烈)을 전사시키고 위세를 떨쳤다. 당시 진주(秦州)자사였던 두예는 안서장군(安西將軍)을 대행하던 석감(石鑒)에게 선비족을 공격하라는 명령을 받았으나 현지의 군사들이 궁핍하기 때문에 봄까지 기다렸다가 토벌하겠다고 하였다. 석감은 이를 받아들이지 않고 조정에 두예가 군사를 이끌 능력이 부족하다고 했기 때문에 함거에 갇힌 채 불려와서 재물로 죄값을 치르는 벌을 받아야 했다. 그러나 석감이 선비족 토벌에 실패함으로써 두예의 의견이 옳았다는 것이 입증되었다. 이후 탁지상서(度支尙書)에 임명되었다.
274년 진나라의 죽은 황후 양씨를 장사지내고 조정에서 상복을 벗자 진규(陳逵)가 태자 사마충(司馬衷)은 3년동안 상복을 입어야 한다고 했고, 두예는 마음속으로 예를 갖추는 것으로 충분하며 굳이 상복을 입지 않아도 된다고 주장했다. 결국 두예의 의견이 받아들여졌으나, 사마광(司馬光)은 그의 저서 《자치통감(資治通鑑)》에서 두예의 의견은 고전을 교묘하게 인용했을 뿐 진규의 의견만 못하다고 비판하였다.
278년 중국 북부 지역이 홍수와 메뚜기로 인한 피해를 입었는데, 두예의 해결책을 실행하자 백성들에게 유익하게 되었다. 두예는 박학다식했으며 7년간 탁지상서의 자리에 있으면서 처리한 일이 헤아릴 수 없이 많았기에 동시대 사람들은 갖가지 무기가 갖추어진 무기창고에 비유하여 두무고(杜武庫)라고 불렀다.

## 오나라 정벌
276년 10월 정남장군(征南將軍) 양호(羊祜)가 오나라를 정벌하자는 상소문을 올렸다. 그러나 두예와 장화(張華)를 제외한 대부분의 신하들은 오나라 정벌에 회의적이었다.
두예는 용맹스러움과는 거리가 멀었지만 군사를 통솔하는 데에는 뛰어났다. 278년 양호가 죽으면서 두예를 자신의 후임으로 천거하였기에 진남장군(鎭南將軍) 겸 도독형주제군사(都督荊州諸軍事)가 되었다. 두예는 임지인 양양으로 내려가 오나라 서릉독(西陵督) 장정(張政)을 공격하여 대승을 거두었다.
279년 익주자사 왕준(王濬)이 오나라를 치자 하고, 두예도 글을 올려 사마염의 결단을 촉구하였다. 280년 마침내 사마염이 대군을 일으켜 오나라를 치게 했는데, 두예는 강릉(江陵)을 공격하게 되었다. 두예가 강릉을 함락시키고 오나라의 강릉독(江陵督) 오연(伍延)을 죽였다. 이후 형주 남부 지역으로 내려가면서 오군과 싸워 승승장구하니, 아직 함락되지 않았던 오나라 군현들이 항복해 왔다.
형주를 평정한 후 어떤 사람이 <봄이 오면 강물이 불어나 오래 머물기 어려우니 겨울까지 기다렸다가 다시 공격하자>고 하였다. 두예는 당시의 상황이 <대나무를 쪼개는 것과 같아 몇 마디만 쪼개면 전부 쪼개지는 것과 마찬가지>라고 말하고 건업(建業)을 향해 진격하게 했다. 여기서 유명한 사자성어 파죽지세(破竹之勢)가 생겨났다. 또 익주에서부터 오군을 격파하고 서릉(西陵)에 도착한 왕준에게 편지를 보내 건업을 점령하라고 하였다.
정벌군을 보냈음에도 불구하고 진나라 조정에서는 가충(賈充) 등이 오나라 정벌이 성공하기 어려우니 군사를 물려야 한다고 주장했다. 이것을 안 두예 역시 정벌을 계속해야 한다는 글을 올리면서 뜻을 꺾지 않았다. 마침내 왕준이 건업을 점령하고 손호(孫皓)를 붙잡아 낙양으로 보내니 오나라는 멸망하고 진나라가 전 중국을 차지하게 되었다.
사마염은 오나라 정벌 논공행상 때 두예를 당양현후(當陽縣侯)로 책봉하였다. 두예는 천하가 통일되었음에도 불구하고 휘하 군사들의 훈련을 게을리하지 않았다. 또 형주에서 운하를 파고 관개를 통해 농사에 필요한 물을 끌어들였다. 285년에 사망했다.

## 두예와 춘추좌씨전
두예는 《춘추좌씨전》을 무척 좋아하여 좌전벽(左傳癖)으로 불렸는데, 춘추좌씨전의 가장 오래된 주석서인 《춘추좌전집해》(春秋左傳集解)를 저술하였다. 한국에서는 고려시대의 문인 임춘(林椿)이 자신의 문학작품 《국순전》에서, 술을 의인화한 주인공 국순(麴醇)이 임금에게서 무슨 버릇이 있느냐는 물음을 받자 자신의 돈에 집착하는 버릇을 두예가 좌씨전에 심취하는 버릇에 비하면서 대답하는 것으로 표현하였다. 그의 좌씨전에 대한 다른 저서로는 《춘추석례》(春秋釋例), 《춘추장력》(春秋長歷)등이 있다.

## 가계

### 관련 인물
- 두기
- 두서

## 같이 보기
- 삼국지 인물 목록
- 진수 (서진)
- 방현령
- 배송지